# John B. Coulter

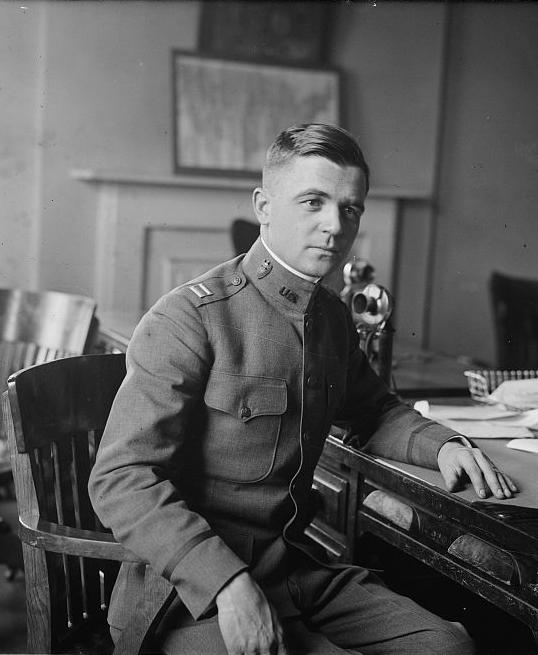
John B. Coulter

John Breitling Coulter (* 27. April 1891 in San Antonio, Bexar County, Texas; † 6. März 1983 in Washington, D.C.) war ein Generalleutnant der United States Army. Er kommandierte unter anderem das I. Korps.
Im Jahr 1911 absolvierte John Coulter die West Texas Military Academy. Im folgenden Jahr gelangte er in das Offizierskorps des US-Heeres. Dort wurde er als Leutnant der Kavallerie zugeteilt. In der Armee durchlief er anschließend alle Offiziersränge vom Leutnant bis zum Drei-Sterne-General.
Im Lauf seiner militärischen Karriere absolvierte Coulter verschiedene Kurse und Schulungen. Dazu gehörten unter anderem die U.S. Army Cavalry School (1922), das Command and General Staff College (1927), das United States Army War College (1930) und das Naval War College (1934).
In seinen jüngeren Jahren absolvierte er den für Offiziere in den niederen Rangstufen üblichen Dienst in verschiedenen Einheiten und Standorten. Zu Beginn seiner Laufbahn war er in Texas stationiert, wo er im Jahr 1916 an der Mexikanischen Expedition teilnahm. Nach dem amerikanischen Eintritt in den Ersten Weltkrieg war John Coulter in Frankreich Stabsoffizier bei der 42. Infanteriedivision. Nach einer zwischenzeitlichen Rückversetzung in die Vereinigten Staaten kehrte er nach Frankreich zurück, wo er Bataillonskommandeur im 508. Infanterieregiment wurde. Diese Einheit bestand im Wesentlichen aus Soldaten afroamerikanischer Herkunft.
In den 1920er und 1930er Jahren setze John Coulter seine militärische Laufbahn fort. Er absolvierte die bereits erwähnten Schulen, diente an verschiedenen Standorten bei verschiedenen Einheiten und war gelegentlich auch als Stabsoffizier eingesetzt. Zwischen 1935 und 1940 war er Stabsoffizier beim 4. Kavallerieregiment. Anschließend war er bis zum 31. Oktober 1941 Kommandeur dieses Regiments. An diesem Tag erhielt er seine Beförderung zum Brigadegeneral und das Kommando über die 3. Kavalleriebrigade, das er bis Mai 1942 innehatte.
In diese Zeit fiel der amerikanische Eintritt in den Zweiten Weltkrieg. Coulter und seine Brigade waren nach Kriegsbeginn an der mexikanischen Grenze stationiert. Von Mai bis Juli 1942 kommandierte er die 2. Kavalleriedivision. Danach war er von Juli 1942 bis Februar 1943 als Assistant Commanding General Stabsoffizier bei der 85. Infanteriedivision. Im Februar 1943 übernahm John Coulter das Kommando über diese Division, das er bis August 1945 behielt. Ende 1943 wurde die Division nach Nordafrika verlegt. Im folgenden Jahr war sie am Italienfeldzug der Alliierten beteiligt. Dabei war die Einheit an mehreren Gefechten, darunter auch die Schlacht um Monte Cassino, beteiligt. Coulters Einheit blieb bis zum Ende des Kriegs in Europa.
Im September 1945 erhielt John Coulter das Kommando über den Infantry Replacement Training Center in Fort McClellan in Alabama. Dieses Amt bekleidete er bis Mai 1946. Danach wurde er stellvertretender Kommandeur der 4. Armee in Fort Sam Houston. Diesen Posten hatte er zwischen Mai 1946 und Januar 1948 inne. Danach hatte er für sechs Monate bis Juni 1948 das Kommando über die 7. Infanteriedivision, die im Jahr 1948 von Korea nach Japan verlegt wurde. Anschließend war Coulter bis Februar 1949 stellvertretender Kommandeur der amerikanischen Streitkräfte in Südkorea. Danach erhielt er das Kommando über das in Japan stationierte I. Korps. Dieses Kommando hatte er zunächst zwischen dem 15. Februar 1949 und dem 19. März 1950 und dann nochmals vom 2. August bis zum 10. September 1950 inne. Inzwischen war das Korps nach Südkorea verlegt worden. In den Jahren 1950 und 1951 kommandierte er das IX. Korps. Mit beiden Korps war er am Koreakrieg beteiligt. Von Februar bis September 1951 war Coulter stellvertretender Kommandeur der 8. Armee in Südkorea. Gleichzeitig war er einer der amerikanischen Vertreter bei der UN-Kommission zur Herstellung der koreanischen Einheit (Representative to the United Nations Commission for the Unification and Rehabilitation of Korea). Ab September 1951 bis zum 31. Januar 1952 war Coulter Stabsoffizier beim Stabschef der Armee. Dann schied er aus dem aktiven Militärdienst aus.
Nach seiner Pensionierung gehörte John Coulter als amerikanischer Vertreter bis 1958 der United Nations Korean Reconstruction Agency an. Diese Behörde hatte das Ziel, den Wiederaufbau Südkoreas nach dem Ende des Kriegs voranzutreiben. In den 1960er Jahren war Coulter Präsident der Korean Cultural and Freedom Foundation. Diese Stiftung unterstützte die Veteranen des Koreakriegs und förderte die kulturellen Beziehungen zwischen den Vereinigten Staaten und Südkorea.
John Coulter starb am 6. März 1983 in Washington, D.C. und wurde auf dem amerikanischen Nationalfriedhof Arlington beigesetzt.

## Orden und Auszeichnungen
John Coulter erhielt im Lauf seiner militärischen Laufbahn unter anderem folgende Auszeichnungen:
- Army Distinguished Service Medal
- Silver Star
- Distinguished Flying Cross
- Bronze Star Medal
- Air Medal